# Campeonato Paulista Segunda Divisão
Il Campeonato Paulista Segunda Divisão, in passato noto come Série B2, è il quinto e ultimo livello calcistico nello stato di San Paolo, in Brasile. Essendo l'ultima divisione, non sono previste retrocessioni. Sopra questa divisione, ci sono le divisioni principali, ovvero la Série A1, la Série A2, la Série A3 e la Série A4.

## Stagione 2025
- Assisense (Assis)
- Batatais (Batatais)
- ECUS (Suzano)
- Flamengo-SP (Guarulhos)
- Guarulhos (Guarulhos)
- Independente-SP (Limeira)
- Manthiqueira (Guaratinguetá)
- Mauá (Mauá)
- Mauaense (Mauá)
- Olímpia (Olímpia)
- Santacruzense (Santa Cruz do Rio Pardo)
- São Carlos (São Carlos)
- Tanabi (Tanabi)
- Tupã (Tupã)
- União Mogi (Mogi das Cruzes)

## Albo d'oro
- 1978 - Cruzeiro (Cruzeiro)
- 1979 - Bragantino (Bragança Paulista)
- 1980 al 1993 - non disputato
- 1994 - Orlândia (Orlândia)
- 1995 - São Joaquim (São Joaquim da Barra)
- 1996 - Valinhos (Valinhos)
- 1997 - Oeste (Itápolis)
- 1998 - Guapira (San Paolo)
- 1999 - Flamengo (Guarulhos)
- 2000 - ECO (Osasco)
- 2001 - Primavera (Indaiatuba)
- 2002 - ECUS (Suzano)
- 2003 - Jalesense (Jales)
- 2004 - Taboão da Serra (Taboão da Serra)
- 2005 al 2023 - non disputato
- 2024 - Paulista (Jundiaí)